# Nécropole nationale d'Hattencourt
La nécropole nationale d'Hattencourtt est un cimetière militaire français de la Première Guerre mondiale situé sur le territoire de la commune d' Hattencourt, dans le département de la Somme.

## Localisation
La nécropole nationale d'Hattencourt est située dans l'est du département de la Somme, au nord de Roye, au bord de la route départementale 132.

## Historique
La création de la nécropole nationale d'Hattencourt date de 1920. On y a rassemblé des dépouilles de soldats exhumées de différents lieux du département de la Somme.
En 1951, y furent transférés des dépouilles de soldats de la Seconde Guerre mondiale exhumés d'autres lieux du département
En 1960-1961, eut lieu l'inhumation de corps de soldats de la Grande Guerre découverts sur l'ancien champ de bataille de la Somme.

## Caractéristiques
D'une superficie de 0,61 ha, la nécropole rassemble 1 949 dépouilles dont 1 282 en tombes individuelles et 667 en quatre ossuaires. Parmi eux, 1 942 sont des Français morts pendant la Première Guerre mondiale, deux soldats russes reposent également dans ce cimetière. Cinq soldats français de la Seconde Guerre mondiale sont venus les y rejoindre.

## Pour approfondir